# Mercedes-Benz Arena (Shanghai)
Die Mercedes-Benz Arena  (梅赛德斯-奔驰文化中心; Pinyin: Méisàidésī-Bēnchí Wénhuà Zhōngxīn) ist eine Mehrzweckarena in Shanghai, Volksrepublik China. Aufgrund ihrer Form trägt die Halle Spitznamen wie Muschel oder Hamburger.

## Namen
Die Shanghai Arena war der Veranstaltungsort der Weltausstellung Expo 2010 und hatte den Namen Shanghai World Expo Cultural Center (上海世博会文化中心).  Baubeginn war 2007, Eröffnung 2010. Die Umbenennung nach dem Sponsor Mercedes-Benz fand 2011 statt. Der Vertrag über zehn Jahre wurde um weitere fünf Jahre bis 2025 verlängert.

## Nutzung
Die Mehrzweckarena hat eine Kapazität von 18.000 Zuschauern und wird bevorzugt für Konzerte genutzt. Zu den internationalen Künstlern, die hier bereits auftraten, gehören zum Beispiel: Metallica, Justin Bieber, The Rolling Stones, Lionel Richie, André Rieu, Ariana Grande und Taylor Swift.